# Guerra anglo-española (1655-1660)
La guerra anglo-española de 1655-1660 fue un conflicto bélico librado entre la Commonwealth de Inglaterra bajo El Protectorado de Oliver Cromwell y España bajo el reinado de Felipe IV, motivado por la rivalidad comercial entre ambos países en las Indias Occidentales. El detonante de esta guerra fue el Designio Occidental elaborado por Oliver Cromwell.
Los privilegios de exclusividad que España mantenía sobre el comercio y la navegación en las Indias desde la época de su descubrimiento, y los ataques a los navíos contrabandistas ingleses en la zona, considerados como contrabandistas por las autoridades españolas, fueron considerados por Inglaterra como injustos y contrarios a su propia libertad comercial.
Entre los enfrentamientos habidos entre ambas partes en el transcurso de la guerra, destacaron el ataque fallido de la flota inglesa a La Española en abril de 1655, la toma de Jamaica al mes siguiente y el ataque con captura o destrucción de parte de la flota de Indias española en Cádiz (1656) y en Tenerife (1657). Este mismo año, Inglaterra firmó una alianza militar con Francia, que también se encontraba en guerra contra España desde 1635, lo que permitió el ataque conjunto de las tropas de ambos países a las fuerzas españolas en Flandes en la batalla de las Dunas de 1658, resultando en la conquista de Dunquerque, Mardyck, Gravelinas e Ypres.
Las hostilidades perdieron fuerza tras la muerte de Oliver Cromwell en 1658 y los conflictos internos ingleses derivados de su sucesión por su hijo Richard Cromwell. Tras la paz hispano-francesa de 1659 y la restauración de la monarquía en Inglaterra en 1660, el nuevo rey inglés Carlos II firmó la paz con España, lo que no detuvo las hostilidades en las Indias en los años siguientes.

## Contexto histórico

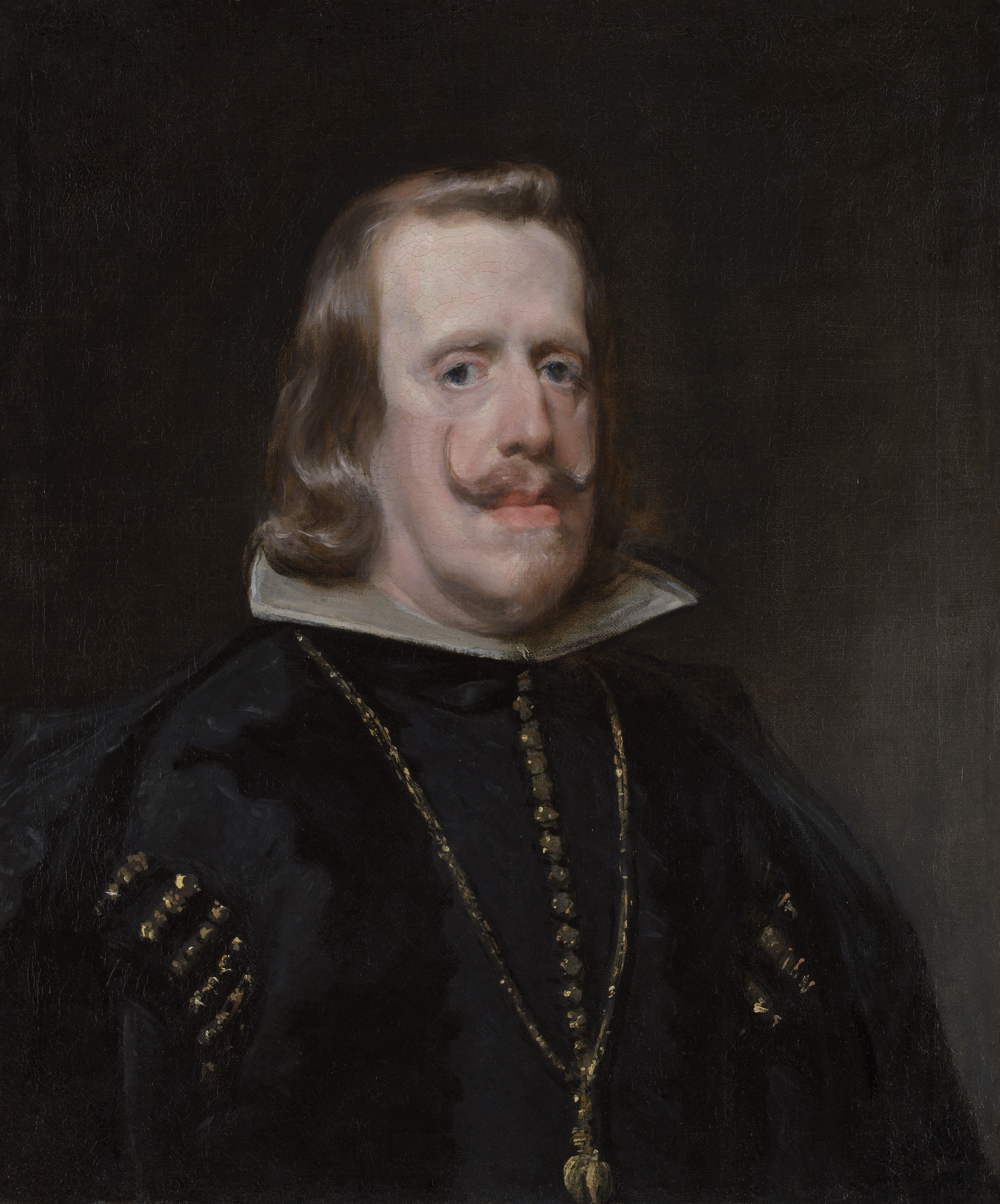
Felipe IV.

### España
La crisis de 1640, bajo el reinado de Felipe IV y el gobierno del conde-duque de Olivares, vino a sumarse al proceso de la decadencia española que desde los tiempos de Felipe III venía arrastrando el país. La guerra de Flandes y la guerra de los Treinta Años habían terminado mal para los españoles, con la firma de la Paz de Westfalia de 1648, pero seguían abiertos varios frentes de guerra, tanto en la península como en América y en Europa: los levantamientos independentistas ocurridos en Cataluña (1640), Andalucía (1641), Sicilia (1646–1652) y Nápoles (1647–1648) vinieron a sumarse a la guerra con la Francia de Mazarino, la independencia de Portugal y los ataques de piratas y corsarios ingleses y neerlandeses a los virreinatos.
Los gastos económicos de tanta guerra y la disminución de los ingresos que la flota de Indias traía desde América, importante fuente de financiación del estado, dejaron la hacienda pública en la ruina. El estado declaró la suspensión de pagos a sus acreedores extranjeros en 1607, 1627 y 1647, debiendo recurrir a renegociaciones de la deuda externa, devaluaciones de la moneda y arbitrarias subidas de impuestos. La expulsión de los moriscos de 1609, las bajas habidas durante las guerras y las graves epidemias de 1647–1652. provocaron una disminución en la población española que también afectaría negativamente a la economía.

### Inglaterra

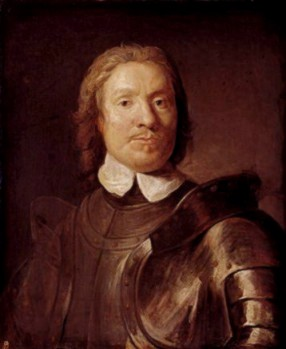
Oliver Cromwell.

Desde 1640 los reinos de Inglaterra, Escocia e Irlanda, ambos bajo el reinado de Carlos I, atravesaban por una etapa plagada de conflictos políticos, religiosos y bélicos: la Revolución inglesa. La guerra de los obispos de 1639–1640 en la que Carlos I se enfrentó a los covenanters escoceses por motivos religiosos abonó el terreno para las Guerras de los Tres Reinos, en las que se entremezclaron las guerras civiles en todo el territorio de las islas británicas: la guerra civil escocesa (1644–1650); la rebelión irlandesa de 1641 desembocó en las guerras confederadas de Irlanda (1641–1653) en las que los irlandeses católicos se enfrentaron a los colonos ingleses y escoceses protestantes. En 1642 estalló la guerra civil inglesa, que enfrentó a los adeptos a la monarquía absolutista de Carlos I contra los parlamentaristas partidarios del Parlamento de Inglaterra.
En 1649 Carlos I fue ejecutado y se instauró la república, conocida como la Commonwealth de Inglaterra. Oliver Cromwell consiguió pacificar los tres reinos entre 1649 y 1652 conquistando militarmente Irlanda y Escocia. El nuevo rey Carlos II fue derrotado por las fuerzas de Cromwell en la batalla de Worcester de 1651, viéndose obligado al exilio.
En el exterior, la política proteccionista de Inglaterra hacia su comercio, plasmada en la publicación de las Actas de Navegación de 1651, le llevaron a enfrentarse a las Provincias Unidas en la primera guerra anglo-neerlandesa, de 1652–1654.
En 1653 Oliver Cromwell, respaldado por el ejército, acaparó el poder absoluto, siendo nombrado Lord Protector perpetuo en base al Instrumento de gobierno, dando paso al período conocido como El Protectorado.

### Casus belli: las Indias

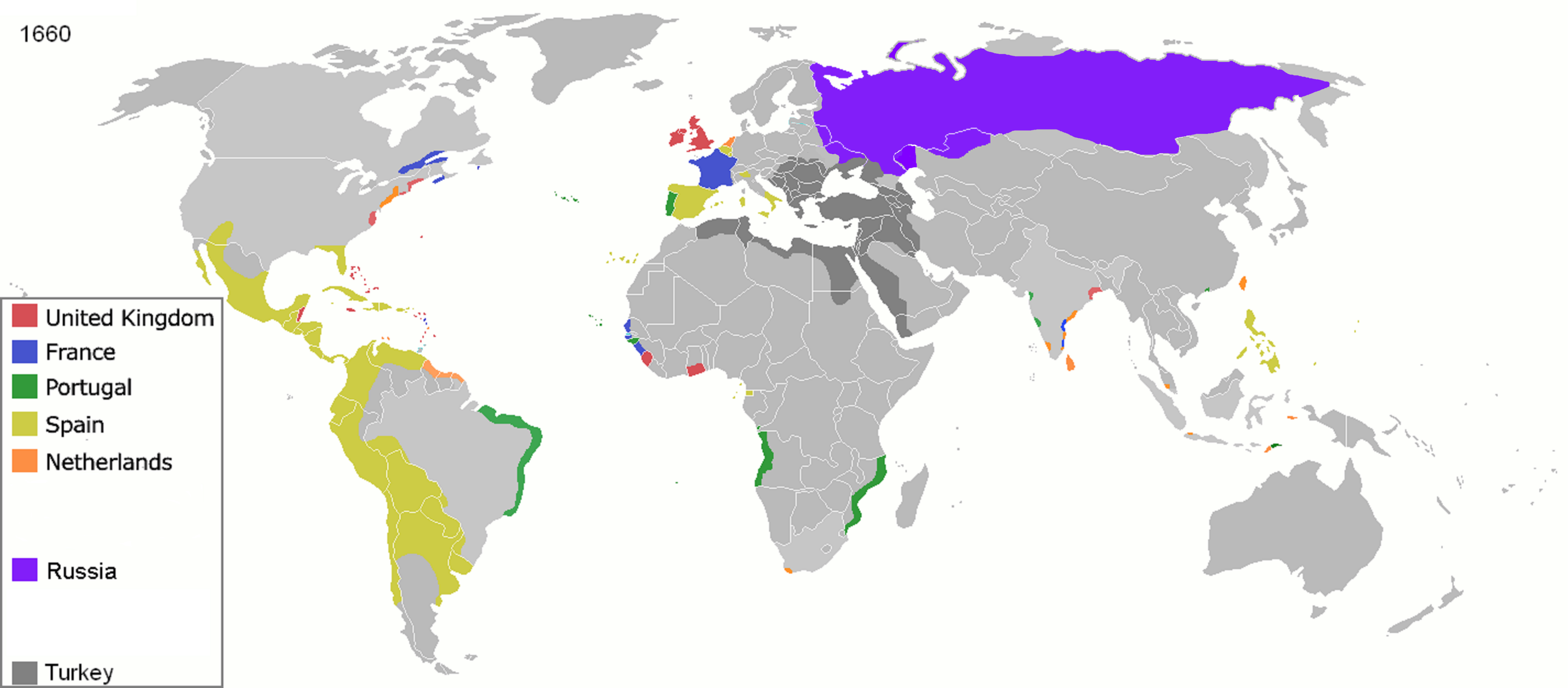
Colonización mundial a mediados del.

El Breve Inter caetera de 1493 concedido por el papa Alejandro VI a los Reyes Católicos al año siguiente del descubrimiento de América, otorgaba a éstos la posesión y el monopolio del comercio en todos los territorios descubiertos o por descubrir en las Indias; el dominio sobre estos territorios sería ratificado por España en los años sucesivos en las Leyes de Indias, al igual que la prohibición de comerciar a los súbditos no españoles. Sobre la base de estas leyes, el comercio por parte de navíos mercantes extranjeros en la zona estaba considerado por las autoridades españolas como contrabando y castigado severamente.
A mediados del siglo XVII el Imperio español incluía casi la totalidad del continente americano; Portugal mantenía bajo su dominio la costa de Brasil, según los acuerdos del tratado de Tordesillas; otros países europeos mantenían pequeños e incipientes asentamientos: la Compañía Neerlandesa de las Indias Occidentales en las Antillas Neerlandesas y Nueva Ámsterdam, Francia en Acadia y la Guayana e Inglaterra en Virginia y en algunas islas menores del Caribe.

## Hostilidades de preguerra

### Ataque inglés a La Española

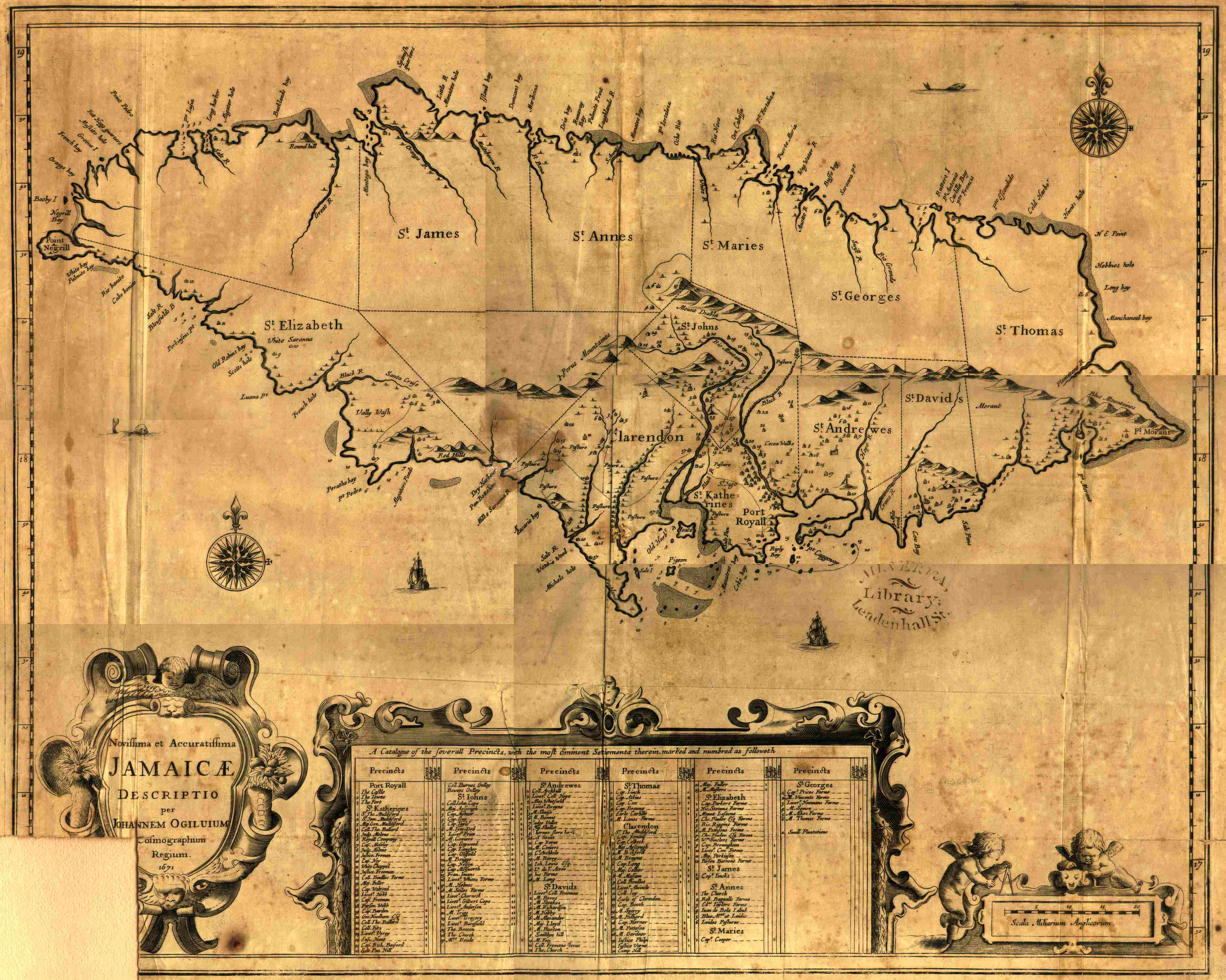
Jamaica a mediados del, que sería tomada por los ingleses tras el fracaso al intentar tomar Santo Domingo.

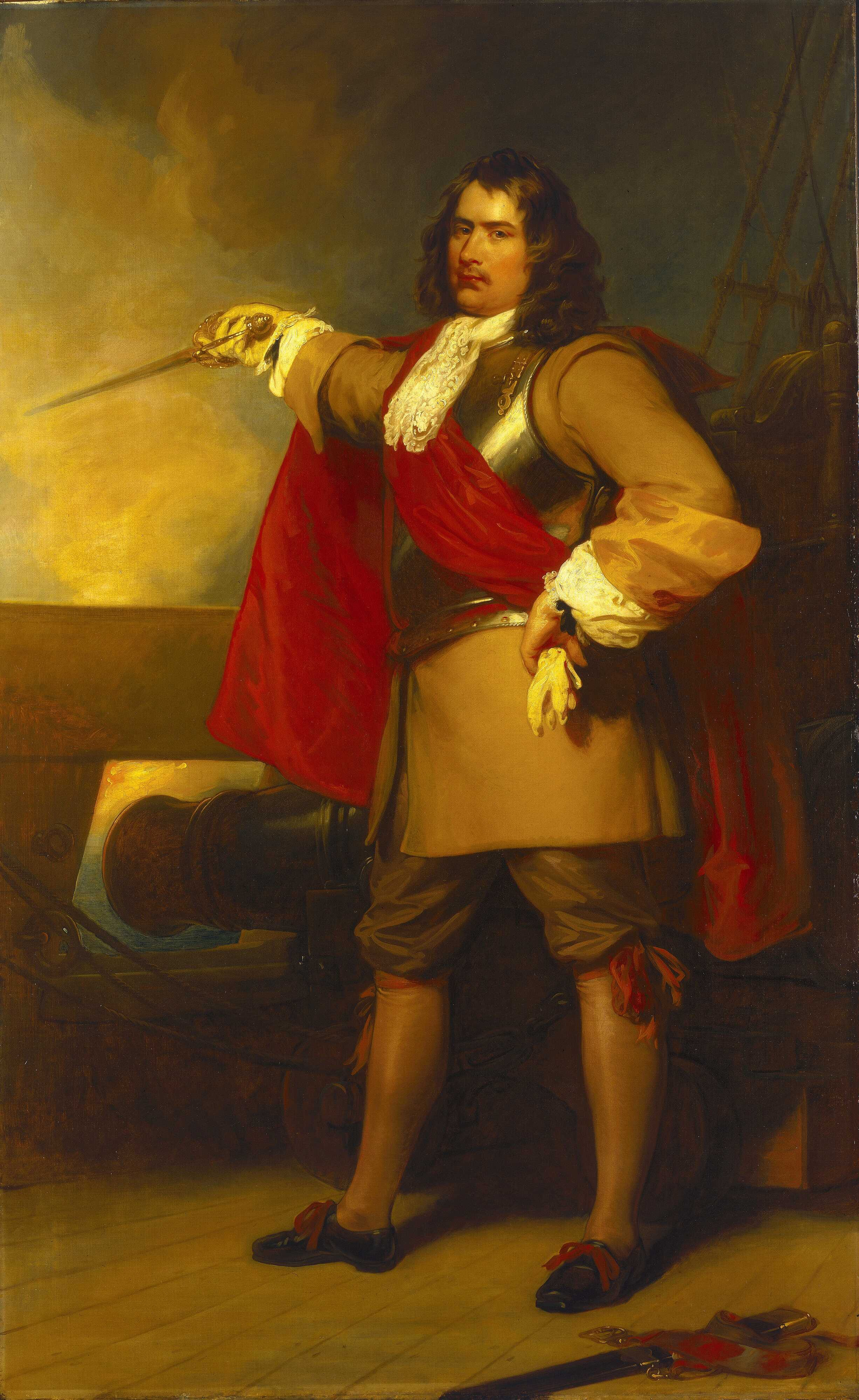
Robert Blake, almirante inglés

El 26 de diciembre de 1654 zarpó de Portsmouth en dirección al Caribe la Western Design, una expedición compuesta por 18 navíos de guerra y 20 de transporte bajo el mando del almirante William Penn, con Robert Venables como general de las tropas de tierra y 2500 soldados de infantería, con el objetivo de ocupar una o varias islas y establecer una base de operaciones desde la que poder atacar la costa continental, apoderándose de la flota del tesoro española.
A finales de enero la expedición llegó a Barbados y en los dos meses siguientes reclutaron en ésta y en las islas cercanas (San Cristóbal y Nieves, Montserrat y Leeward), otros 5000 hombres más, levados de entre los sirvientes de los ingleses. La indisciplina de estos nuevos reclutas, las discordias entre los mandos, el calor y las enfermedades tropicales se sumaron a los inconvenientes habidos. Ya desde antes de salir de Inglaterra la organización de la expedición había incurrido en numerosas deficiencias: las provisiones eran escasas, las armas insuficientes para un grupo tan numeroso, y el equipamiento inadecuado (acostumbrados al clima británico, los soldados no tenían recipientes donde poder llevar agua).
El 23 de abril de 1655 desembarcaron a 40 km de Santo Domingo, con la intención de apoderarse de La Española, pero la resistencia de las tropas españolas dirigidas por el gobernador Bernardino de Meneses, junto con los esclavos negros y mulatos, obligaron a los atacantes a retirarse. El 14 de mayo la armada inglesa levó anclas.

### Toma de Jamaica
Tras el fallido ataque contra La Española, la expedición marchó contra la vecina isla de Jamaica, adonde arribaron el 11 de mayo. Ante las propuestas de rendición hechas por el almirante Penn, los escasos españoles presentes en Santiago de la Vega, comandados por el gobernador Cristóbal de Isasi, se retiraron hacia el interior de la isla, destruyendo tras de sí sus propias instalaciones. Penn y Venables, en abierta discordia, volvieron a Inglaterra cada uno por su lado, donde fueron imputados por abandono de su puesto. Las fuerzas inglesas levantaron Fort Cromwell, alrededor de la cual se levantó la villa de Point Cagway o The Point, que tras la restauración inglesa se renombraría como Port Royal.

### Bloqueo naval de Cádiz
En junio de 1655 el almirante inglés Robert Blake recibió órdenes de Cromwell para capturar la flota de Indias que por esas fechas debería llegar a Cádiz. Durante todo el verano Blake, al mando de una armada de 28 navíos, se mantuvo bloqueando la entrada al estrecho de Gibraltar, aprovisionándose en Lisboa. Advertida de la amenaza inglesa, la flota española invernó en el Caribe; el 6 de octubre Blake debió regresar a Inglaterra sin haber establecido contacto con ella.

## Rompimiento formal
En mayo el embajador español en Londres, Alonso de Cárdenas y el embajador extraordinario Willem Bette, marqués de Leyde, presentaron a Cromwell un memorial informando de la negativa de Felipe IV a permitir el comercio inglés en las Indias y la inmunidad de los ciudadanos ingleses residentes en España frente a la inquisición, y proponiendo a Cromwell una alianza militar anglo-española.
A finales de julio llegaron a Europa las noticias del ataque inglés a La Española y Jamaica. A finales de agosto Cárdenas fue instruido por Felipe IV para exigir la devolución de Jamaica y reafirmarse en el derecho de monopolio comercial español en las Indias. La negativa de Cromwell fue interpretada como una declaración de guerra.

### Embargo de los bienes ingleses en España
Los comerciantes ingleses en territorio español habían sido advertidos por Cromwell de su intención de declarar la guerra en abril para que no comprometieran su capital en España; algunos de ellos habían liquidado sus mercancías a bajo precio en previsión de la ruptura de relaciones entre ambos países. En septiembre Felipe IV ordenó confiscar todos los navíos y mercancías inglesas en territorio español y cortar las relaciones comerciales con Inglaterra. Cárdenas abandonó Inglaterra en dirección a Flandes a finales de octubre.

### El manifiesto de Oliver Cromwell
El 26 de octubre de 1655 Cromwell publicó un manifiesto en el que justificaba los motivos para hacer la guerra contra España en los siguientes términos:
- Denunciaba la arbitrariedad de los privilegios españoles de navegación y comercio en las Indias, negando la autoridad del papa y del rey de España para declarar unilateralmente sus derechos sobre estos territorios;
- Enumeraba los ataques españoles contra los asentamientos ingleses en las islas de Tortuga (1634), Providencia (1635 y 1640) e isla de Santa Cruz (1650), las capturas hechas sobre barcos ingleses en el Caribe y la costa oriental de Norteamérica y la detención, tortura y asesinato de sus tripulaciones;
- Criticaba la pasividad de las autoridades españolas ante la muerte de Anthony Ascham, embajador inglés en España asesinado en 1650 por un grupo de ingleses partidarios de Carlos II cuyo ajusticiamiento se vio demorado por la intermediación que a su favor hizo la Iglesia;[26]
- Denunciaba el incumplimiento de los tratados de Londres (1604) y Madrid (1630), en los que se acordaba el restablecimiento del comercio anglo-español en «todos los lugares donde anteriormente se hiciera», expresión ambigua que según Cromwell incluía también las Indias.

Rotas definitivamente las negociaciones con España, Cromwell se decantó por aliarse con Francia, firmando el 3 de noviembre el tratado de Westminster, por el que Inglaterra y Francia acordaban mantener la paz y el comercio mutuo.

## Guerra en el Caribe
Tomando Jamaica como base de operaciones, Henry Goodson saqueó Santa Marta en 1655 y Riohacha en 1656.
Cristóbal de Isasi, al frente de las fuerzas españolas desalojadas de Santiago de la Vega y ayudado por algunos esclavos fieles, hostigaron a las tropas inglesas desde sus campamentos en las montañas. En el verano de 1657 intentaría la recaptura de la isla, siendo rechazado por el nuevo gobernador inglés coronel Edward Doyley. Un segundo intento el 17 de junio de 1658 también resultaría fallido en la batalla de Río Nuevo.
En 1659 Christopher Myngs saqueó Cumaná, Puerto Cabello y Coro, en las costas de la actual Venezuela.

## El frente europeo

### Ataques a la flota de Indias en España
En marzo de 1656 la armada inglesa comandada por Robert Blake y Edward Montagu zarpó nuevamente rumbo a la península ibérica con la misión de capturar la flota de Indias, en cuyo acecho permanecieron en las inmediaciones de la bahía de Cádiz. En mayo el cuerpo principal de la armada inglesa marchó hacia Lisboa para conminar a Juan IV de Portugal a cumplir los tratados de 1654. En septiembre el resto de la flota inglesa que había quedado acechando Cádiz bajo el mando de Richard Stayner atacó la flota de Indias conducida por Juan de Hoyos, consiguiendo un botín de 2 millones de pesos.
El 20 de abril de 1657 Blake y Stayner llevaron a cabo un temerario y exitoso ataque contra la flota española amarrada en el puerto de Santa Cruz de Tenerife. En menos de 12 horas las defensas de la ciudad bajo el mando del gobernador Alonso Dávila y Guzmán fueron superadas y 6 galeones y otras 10 naves españolas resultaron destruidos, entre ellos los de Diego de Egüés, recién llegado de Indias; las bajas inglesas fueron mínimas: 50 muertos y 150 heridos. Las pérdidas españolas se valoraron en 48 millones de pesos los buques apresados y otro tanto el de los hundidos, aunque el grueso del tesoro que transportaban fue puesto a salvo.
Entretanto, el 2 de abril de 1656 España firmó en Bruselas un tratado por el que se comprometía a proveer un ejército con el que invadir Inglaterra tan pronto como las tropas realistas leales a Carlos II pudieran habilitar un puerto para el desembarco. Este plan no se llevaría a efecto en la práctica.

### Alianza anglo-francesa
En mayo de 1657, Cromwell firmó una alianza militar (el tratado de París) con Francia, que desde 1635 se encontraba inmersa en la guerra franco-española, para hacer un frente común contra España en los Países Bajos. En aplicación de los términos del acuerdo, al mes siguiente la flota inglesa bloqueó los puertos flamencos mientras la infantería inglesa bajo el mando de John Reynolds se unió a las tropas francesas de Turenne en la frontera de Francia con los Países Bajos. En el lado español, los tercios de Flandes estaban dirigidos por Juan José de Austria y Luis de Condé, y contaban con el apoyo de las tropas realistas fieles a Carlos II, su hermano el Duque de York y el marqués de Ormond.
Las fuerzas anglofrancesas sitiaron y tomaron Mardyke en septiembre y avanzaron sobre Gravelinas, debiendo retirarse. Mardyke quedó bajo control inglés, según lo estipulado en el tratado de París, y Reynolds ocupó el gobierno de la plaza. La avanzada estación del año llevó a Turenne a retirarse a sus cuarteles de invierno, ante la impaciencia de Cromwell.
La alianza anglofrancesa, concebida inicialmente solo por un año, fue renovada en 1658. En marzo de este año se reanudaron las operaciones militares; Turenne y el mariscal francés Jacques de Castelnau se unieron a las fuerzas inglesas de Thomas Morgan, que sustituía a Reynolds tras la muerte de este, y William Lockhart. El ejército anglofrancés puso asedio a la plaza de Dunkerque, defendida por el marqués de Leyde, en cuyo socorro acudieron las fuerzas españolas. Ambos bandos se enfrentaron en la batalla de las Dunas en junio, en la que el ejército español fue derrotado. En los meses siguientes Dunkerque, Gravelinas e Ypres se rindieron a las fuerzas inglesas.

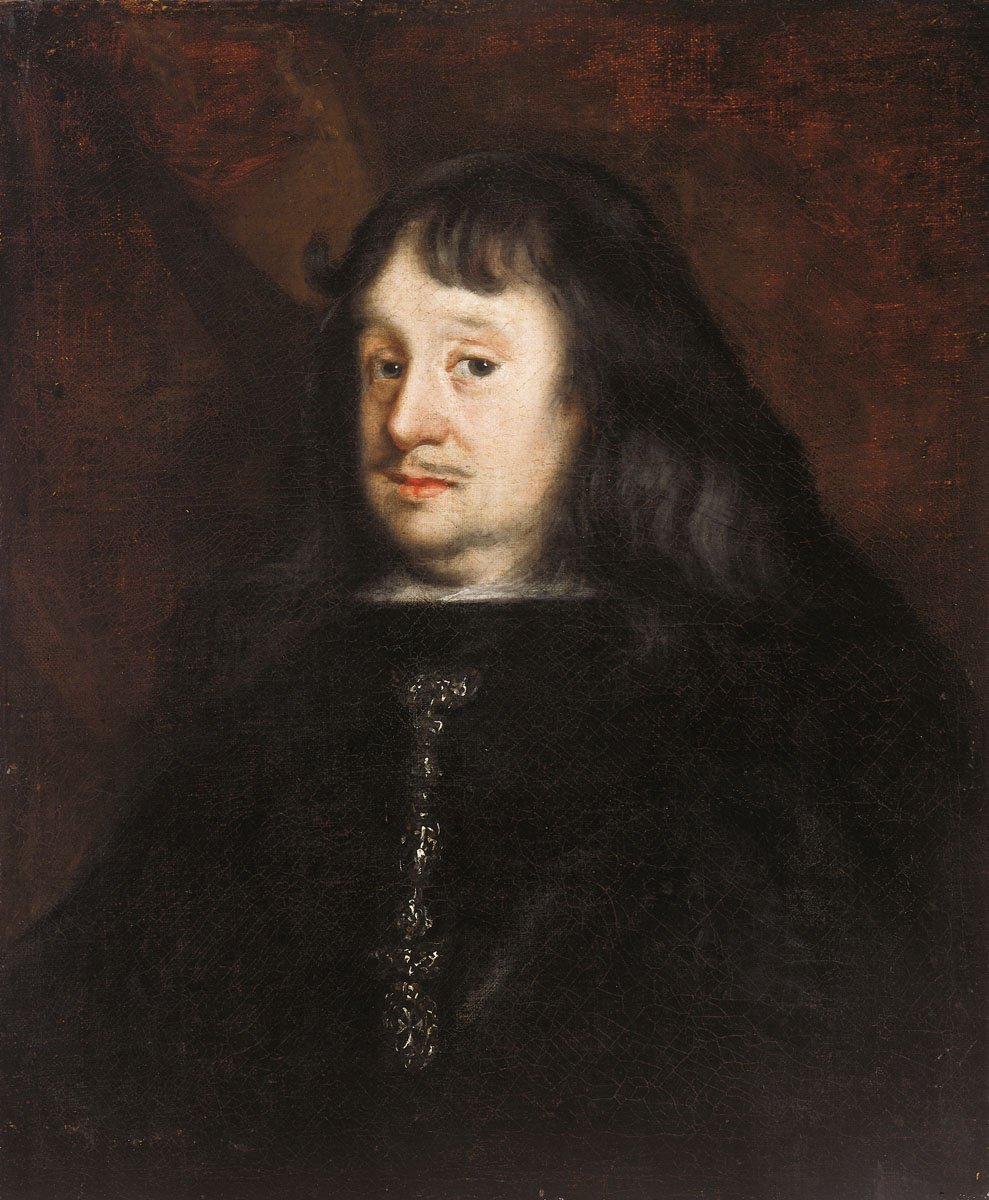
Juan José de Austria, gobernador de los Países Bajos de 1655 a 1659
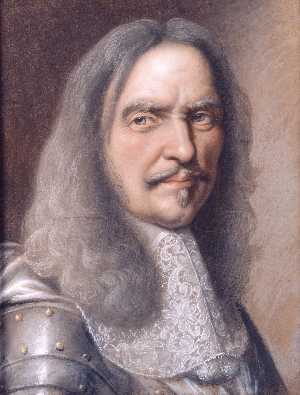
Henri de la Tour d'Auvergne, vizconde de Turenne, Mariscal francés
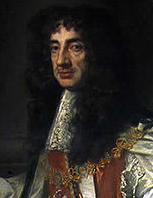
Carlos II de Inglaterra
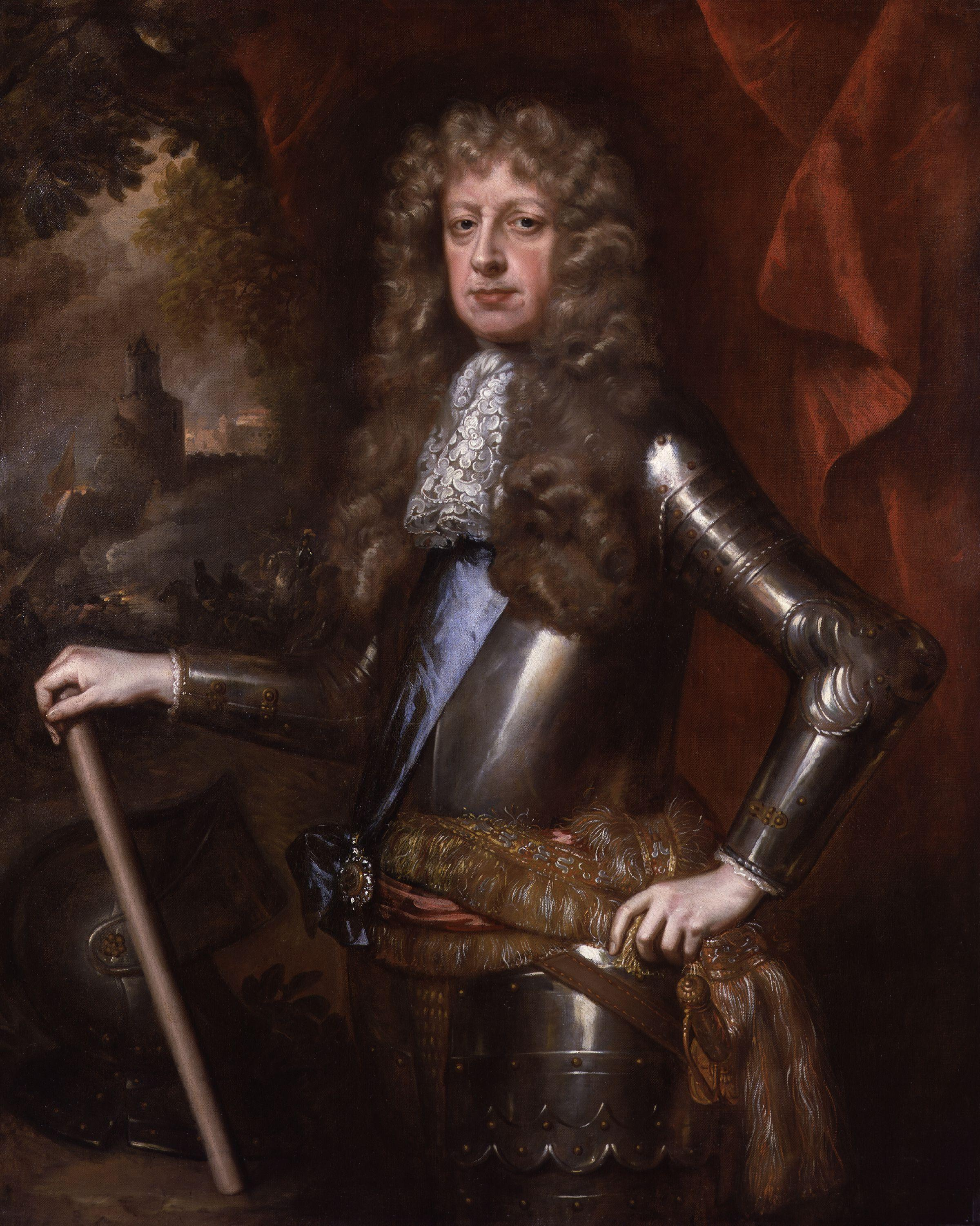
James Butler, marqués de Ormonde
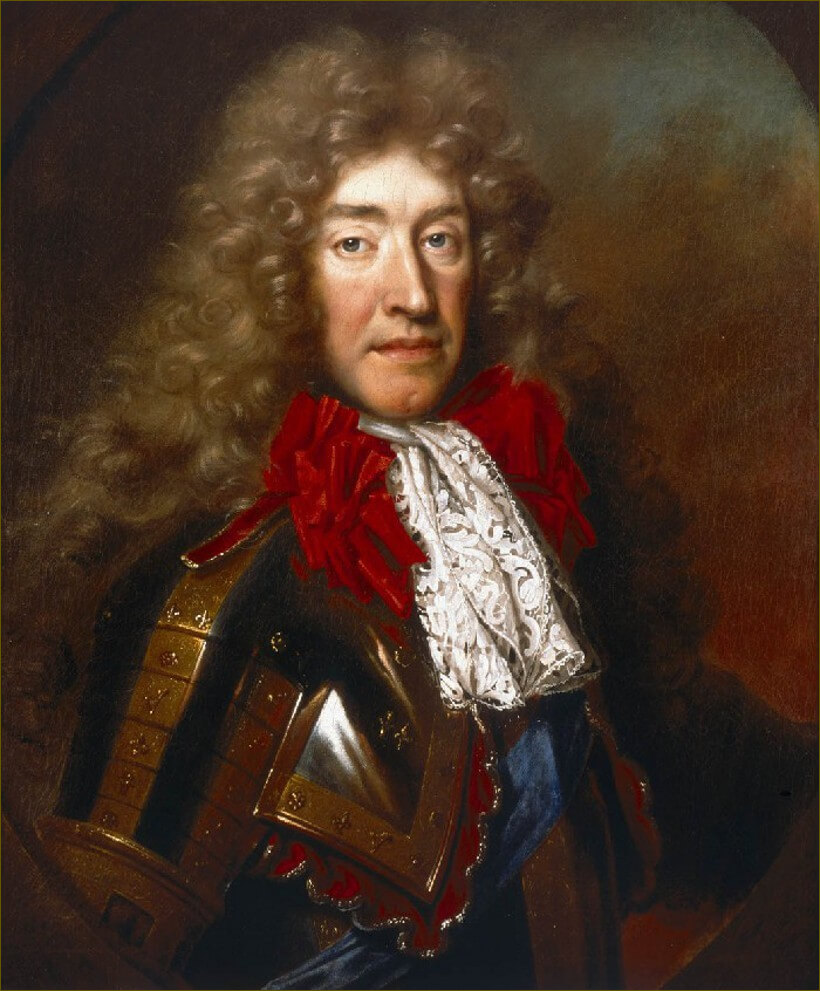
Jacobo II de Inglaterra, duque de York
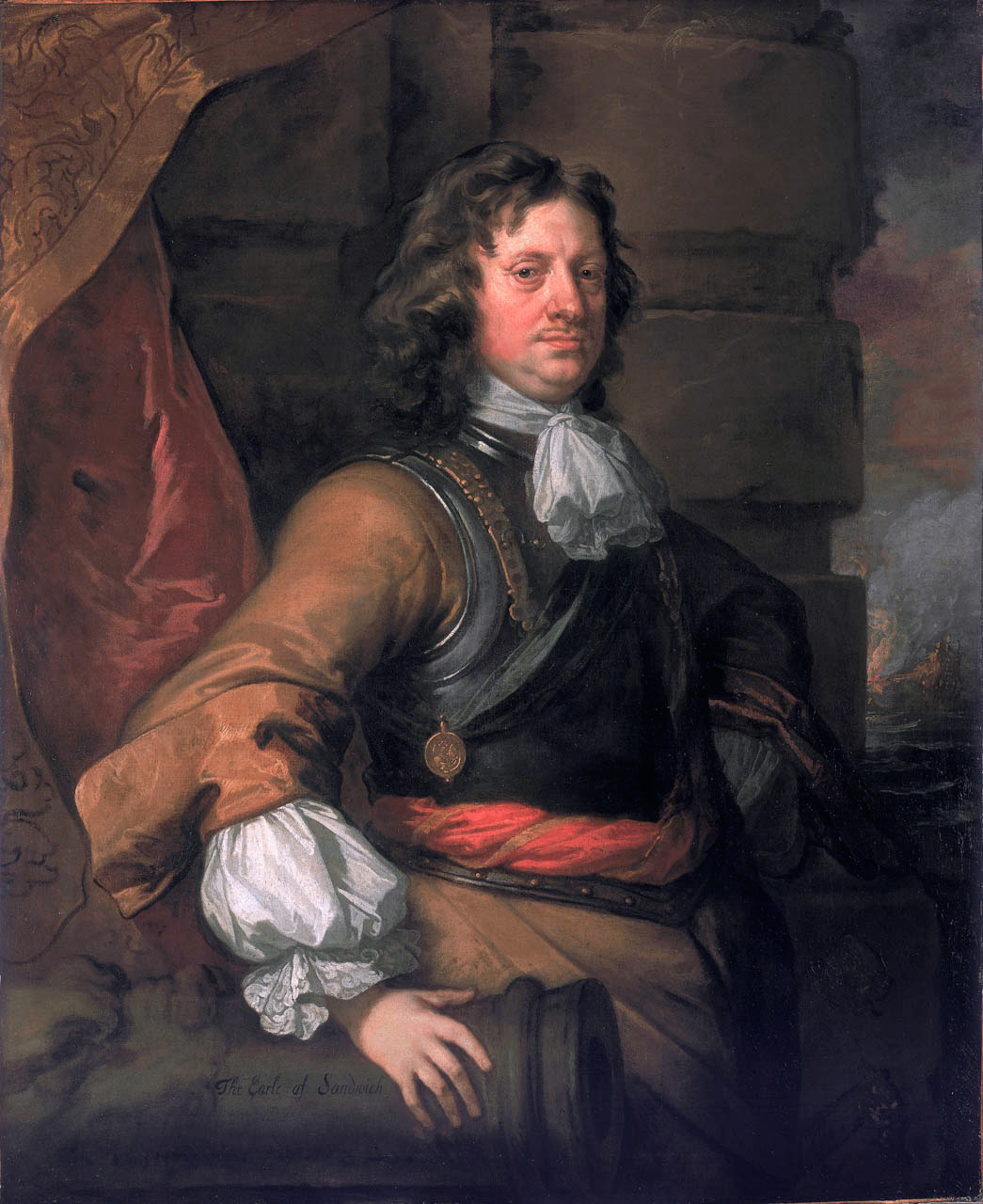
Edward Montagu, Almirante de la Marina Real Británica

## Muerte de Cromwell, restauración inglesa y tregua
Tras la muerte de Oliver Cromwell, ocurrida en septiembre de 1658, su hijo Richard Cromwell le sucedió en el título de Lord Protector. Sus enfrentamientos con la cúpula militar, unidos a la precaria situación económica en que se encontraba Inglaterra llevaron al país a un período de gran inestabilidad. En mayo de 1659 Richard Cromwell presentó su dimisión. El general George Monck tomó el poder respaldado por el ejército, y en abril de 1660 Carlos II fue restaurado en el trono inglés (Carlos II de Inglaterra, reino desde 1660 hasta 1685); fue este rey quien en junio de 1660 decretó una suspensión de las hostilidades contra España, firmando luego varios tratados.

## Consecuencias

### Tratados de Madrid
La suspensión de armas decretada en 1660 por Carlos II se oficializó con la firma del tratado de Madrid de 1667. Dicho tratado reanudaba las relaciones entre ambas partes, suspendidas por la guerra de 1655-1660. Los puntos principales del tratado:
- Mantener relaciones de paz, amistad y no agresión;
- Facilitar las relaciones comerciales mutuas en todos los territorios de ambos estados;
- Pago único de aranceles en todo el territorio;
- Igualar los privilegios comerciales de cada uno de los firmantes a los concertados con terceros países;
- Respetar el comercio de cada uno de los firmantes con terceros países;
- Derecho de los comerciantes a apelar a la justicia local;
- Derecho a mantener asentamientos comerciales;
- Prohibición de comerciar con artículos considerados contrabando, principalmente armas.

Tres años más tarde ambos países firmaron un nuevo acuerdo de paz, el tratado de Madrid de 1670, en el cual se acordaba:
- Ratificación de las condiciones pactadas en el tratado de Madrid de 1667;
- Compromiso de no agresión entre las flotas de ambos países;
- Liberación de los prisioneros tomados en conflictos pasados (los presos tomados de ambas partes durante la guerra anglo-española de 1655-1660);
- Olvido de los daños y ofensas recíprocos habidos en tiempos pasados;
- España reconocía las posesiones inglesas en las Indias Occidentales, pero sin especificar cuales eran exactamente: "todas las tierras, islas, colonias y dominios situados en las Indias Occidentales...que el rey de la Gran Bretaña tiene y posee al presente". En una cédula española de 1689 se anotaban como posesiones inglesas las islas de Jamaica, Barbados, Nueva Inglaterra, Canadá y parte de la isla de San Cristóbal.  Inglaterra tomaría el control formal de Jamaica y las Islas Caimán como consecuencia del tratado;
- Cada uno de los países firmantes se abstendría de navegar y ejercer el comercio en las plazas pertenecientes al otro en las Indias occidentales, salvo caso de naufragio o necesidad urgente.

El tratado sería ratificado por parte de España, por Mariana de Austria el 12 de agosto, y por parte de Inglaterra, por Carlos II, el 8 de octubre de ese mismo año.

### Pérdidas económicas
La guerra resultó, a corto plazo, ruinosa para ambos bandos. El embargo decretado contra los comerciantes ingleses en España y la ruptura de relaciones comerciales entre ambos países supusieron un duro golpe a la economía inglesa, aunque estas pérdidas fueron compensadas por el asentamiento de su posición en Irlanda e Indias Orientales, y por las posiciones y privilegios ganados en América.
La situación para España fue aún peor; la pérdida de las flotas de Indias de 1656 y 1657, importante fuente de ingresos de la corona, vino a sumarse al precario estado de la economía que venía sufriendo el país desde antes de la guerra. Añádase además la pérdida de Jamaica, que pasó a convertirse en un peligroso centro de piratería y contrabando dentro del sistema defensivo español en el Caribe.

### Continuación de las hostilidades en las Indias
La declaración de mantener la paz entre España e Inglaterra, recogida en los tratados de 1667 y 1670, mantendría las relaciones entre ambos países estables en Europa hasta comienzos del siglo XVIII, cuando nuevamente entrarían en conflicto durante la guerra de sucesión española.
No ocurriría así en las Indias, donde las hostilidades continuarían. En 1662 Cristóbal de Isasi y Christopher Myngs volvieron a enfrentarse por el control de Santiago de la Vega. Las autoridades inglesas, cuya postura oficial era de buenas relaciones con España, se mostraron indulgentes (y a veces cómplices) ante los actos de pillaje cometidos contra las plazas y navíos españoles por bucaneros ingleses; Christopher Myngs atacó e incendió San Francisco de Campeche en 1663, lo cual no impidió que en 1665 fuera nombrado vicealmirante de la Royal Navy; Henry Morgan saqueó las costas de las actuales Panamá, Colombia y Venezuela con patente de corso del gobernador inglés de Jamaica Thomas Modyford; en 1672 fue arrestado, conducido a Inglaterra y absuelto, y en 1674 fue armado caballero y nombrado gobernador de Jamaica; Bartholomew Sharp, acusado de piratería, recibió el perdón de Carlos II tras haber apresado varios navíos españoles.